# Блотт, Сэм
Сэ́мьюэл Принс Блотт (англ. Samuel Prince Blott; 19 июня 1886, Лондон — 31 января 1969, Саутенд-он-Си), также известный как Сэм Блотт (англ. Sam Blott) или Принс Блотт (англ. Prince Blott) — английский футболист, нападающий. Характеризировался как «исключительно разноплановый игрок, мог сыграть на позиции крайнего правого, крайнего левого нападающего, левого инсайда и левого хавбека».

## Биография
Уроженец Холлоуэя, Лондон, Сэм Блотт начал карьеру в клубе «Саутенд Атлетик», после чего стал профессиональным футболистом в «Брэдфорд Парк Авеню», сыграв за клуб 10 матчей и забив 3 мяча в сезоне 1907/08. В следующем сезоне играл за «Саутенд Юнайтед», сыграв за команду 40 матчей и забив 1 мяч.
В мае 1909 года перешёл в «Манчестер Юнайтед». Его дебют в основном составе состоялся 1 сентября 1909 года в матче против «Брэдфорд Сити». 12 февраля 1910 года Блотт забил свой первый гол за «Манчестер Юнайтед» в игре против «Ньюкасл Юнайтед» на стадионе «Сент-Джеймс Парк». Всего в сезоне 1909/10 провёл за команду 10 матчей и забил 1 мяч. Выступал за «Юнайтед» четыре сезона на позициях правого инсайда, правого крайнего нападающего, левого и правого хавбека, но так и не смог прочно закрепиться в основном составе, сыграв в общей сложности 19 матчей и забив 2 мяча. В июне 1913 года был продан в «Плимут Аргайл» за 150 фунтов.
Выступал за «Плимут Аргайл» в Южной лиге с 1913 по 1920 год. В 1915 году его карьера была прервана из-за войны. Проходил службу в Королевских ветеринарных войсках в ранге рядового. В 1919 году вернулся в «Аргайл», где провёл ещё один сезон. С 1920 по 1922 год выступал за валлийский клуб «Ньюпорт Каунти», затем играл за «Дартфорд».

## Статистика выступлений
| Клуб                | Сезон   | Лига                            | Лига | Лига | Кубок | Кубок | Итого | Итого |
| Клуб                | Сезон   | Дивизион                        | Игры | Голы | Игры  | Голы  | Игры  | Голы  |
| ------------------- | ------- | ------------------------------- | ---- | ---- | ----- | ----- | ----- | ----- |
| Брэдфорд Парк Авеню | 1907/08 | Первый дивизион Южной лиги      | 10   | 3    | 0     | 0     | 10    | 3     |
| Манчестер Юнайтед   | 1909/10 | Первый дивизион Футбольной лиги | 10   | 1    | 0     | 0     | 10    | 1     |
| Манчестер Юнайтед   | 1910/11 | Первый дивизион Футбольной лиги | 1    | 0    | 0     | 0     | 1     | 0     |
| Манчестер Юнайтед   | 1911/12 | Первый дивизион Футбольной лиги | 6    | 0    | 0     | 0     | 6     | 0     |
| Манчестер Юнайтед   | 1912/13 | Первый дивизион Футбольной лиги | 2    | 1    | 0     | 0     | 2     | 1     |
| Манчестер Юнайтед   | Итого   | Итого                           | 19   | 2    | 0     | 0     | 19    | 2     |
| Плимут Аргайл       | 1913/14 | Первый дивизион Южной лиги      | 30   | 3    | 2     | 0     | 32    | 3     |
| Плимут Аргайл       | 1914/15 | Первый дивизион Южной лиги      | 19   | 2    | 1     | 0     | 20    | 2     |
| Плимут Аргайл       | 1919/20 | Первый дивизион Южной лиги      | 14   | 2    | 0     | 0     | 14    | 2     |
| Плимут Аргайл       | Итого   | Итого                           | 63   | 7    | 3     | 0     | 66    | 7     |
| Всего               | Всего   | Всего                           | 92   | 12   | 3     | 0     | 95    | 12    |